# 瑞安·津克
瑞安·基思·津克（英語：Ryan Keith Zinke；1961年11月1日—），美国政治人物，共和黨籍。自2015年到2017年，他是蒙大拿州單一選舉區選出的聯邦眾議員。在成為國會議員之前，津凱曾歷任蒙大拿州參議院議員、美國海軍退役中校等職。他畢業於圣迭戈大學。2017年3月1日至2019年1月2日，出任美國內政部部長。